# L'usignolo e l'allodola
L'usignolo e l'allodola (Es war nicht die Nachtigall) è un film tedesco del 1974 diretto da Sigi Rothemund.
Il titolo del film rimanda ad un brano della tragedia Romeo e Giulietta di William Shakespeare.

## Trama
Pauli parte per l'Italia per raggiungere il padre che già si trova in vacanza a Sirmione, in una villa sul lago di Garda. Durante il viaggio in treno, il ragazzo incontra una giovane donna seducente e ne resta particolarmente colpito. Giunto a destinazione, Pauli scopre che la giovane donna è Yvonne, la nuova fidanzata di suo padre.
A Sirmione, Pauli ritrova anche i suoi amici Gerald ed Andrea, una bellissima ragazza di cui è segretamente innamorato. Durante una gita sul lago in motoscafo, Gerald cade in acqua e muore annegato. Pauli rimane profondamente scioccato per l'accaduto e, per risollevargli il morale, suo padre organizza una gita a Verona portando con loro anche Andrea ed Yvonne.
Le due coppie visitano la città e la sera si ritrovano sotto il balcone di Giulietta dove il padre di Pauli inizia a scherzare con Andrea facendo il verso a Romeo e Giulietta. Yvonne, stancatasi dei loro scherzi, se ne torna in albergo. Pauli perde di vista il padre ed Andrea ma li ritrova nell'Arena intenti a fare sesso. Sconvolto, il ragazzo scappa e torna in albergo.
Yvonne lo vede rientrare e capisce quello che è successo. Si reca quindi in camera di Pauli dove cerca di confortarlo seducendolo. Il ragazzo però non riesce a fare sesso con lei e cade ancora di più nello sconforto. Al mattino, mentre stanno facendo colazione a letto, Yvonne si accorge che Pauli ha un'erezione e il ragazzo riesce così finalmente a perdere la verginità con Yvonne.
Tornati alla villa, Pauli ed Andrea giocano una partita di tennis al termine della quale poi fanno l'amore sul campo da tennis. Innamorati l'uno dell'altra, i due giovani vogliono sposarsi e confessare a tutti del loro amore. Nel frattempo però è arrivata alla villa Hildegard, la madre di Pauli, la quale intende fermarsi lì per qualche giorno senza avere però intorno a sé Yvonne, che rampogna il marito. Spaventata dalle urla, Andrea dice che preferisce lasciar perdere la loro dichiarazione e si salutano, promettendo a Pauli di rivedersi presto.
Il mattino dopo Pauli parte per far ritorno in collegio ed insieme a lui c'è Yvonne, Pauli la tenta e si appartano in uno scompartimento.

## Produzione
Il film è stato girato nell'estate del 1974 a Verona e sul lago Wörthersee in Austria.

## Distribuzione
Il film venne distribuito nei cinema tedeschi il 28 novembre 1974 dalla Constantin Film.
In Italia venne distribuito nel 1975 dopo diversi tagli e ne fu vietata la visione ai minori di 18 anni.